# Coracina melaschistos
Coracina melaschistos е вид птица от семейство Campephagidae.

## Разпространение
Видът е разпространен в Бангладеш, Бутан, Камбоджа, Китай, Хонконг, Индия, Япония, Лаос, Мианмар, Непал, Пакистан, Тайланд и Виетнам.